# 彝海结盟

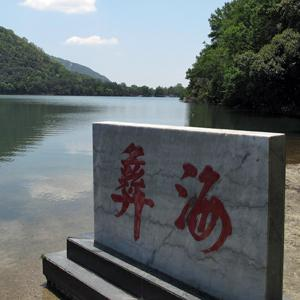
今天的彝海

彝海结盟发生于1935年5月22日，红军先遣司令刘伯承与彝族果基（沽鸡）家撒特支头人果基约达（小叶丹）在冕宁县袁居海子（今彝海子）歃血为盟，结为兄弟。5月23日，红一方面军主力顺利通过彝族居住区。

## 背景
1935年5月20日，中央红军先遣队由德昌到达冕宁泸沽。由泸沽到大渡河有两条路：一条使用旧灵关道、经登相营、越巂到汉源大树堡，由此渡河，对岸就是富林，此为大路；另一是经冕宁、大桥、拖乌到石棉安顺场，此为小路。刘伯承和聂荣臻听取先遣队商议后决定走布防较弱但经过彝族聚居地的小路。
冕宁县北部为彝族聚居区，由当地首领控制，并长期和包括国民政府、地方军阀在内的的汉族政权关系紧张，导致不准汉人的军队进入他们的居住区。

## 事件
1935年5月22日晨，红一军团第1师第1团在红军先遣司令刘伯承和政委聂荣臻率领下，从大桥场出发，翻峨瓦山进入果基（又称沽鸡、古鸡）家辖地彝族区。当主力部队过完，枪声突然骤起，稍在后跟进的工兵连战士被彝族头人武装缴去枪械，脱去衣裤。红军先头部队进至喇嘛房亦受阻。沿途枪声不断，红军亦有伤亡，但红军战士遵令始终不还击，只是喊话宣传。刘、聂首长居中，时行至彝海（原名鱼海、袁居海）边，命令队伍停止前进。据侦察报告：“前面是果基家，东面是倮伍家，后面是罗洪家，红军陷于四面包围的境地”。“三个部落彝民在前后及右翼包围红军，意欲缴枪”。红军当即决定，由刘司令员布置阵地，聂政委带人喊话宣传。喊话多时不见效，已是午后。在进退不能的情况下，“红军忍痛还击，把对方打退下去”。《第八路军红军时代的史实——二万五千里长征记》一书称：“经过一场血的见面礼后，他们就进入深山。”据向导讲：红军从海子包包向后发射两发炮弹，以三挺机枪掩护向海子东、南还击，有六名红军战士泅渡过湖，端起冲锋枪打到山顶，一支红军向南反击。在当时，当地人没见过翻山“找人炮”和自动连发的机枪、冲锋枪及武装泅渡、运动神速的“神兵”，在红军有限地反击下四散逃走，第二天再不敢阻拦红军。朱德5月23日签署的命令亦称“为我击溃”。
参与阻击红军的部族武装中，其中一支是由果基约达带领的果基家撒特支。约达通晓汉语，听懂了红军的宣传，派善于辞令的沙马尔各去联系。沙马尔各回报说红军平等待人，并要求这个地区管事的去谈。约达即带人下山，在江家店见到红军。据红军工作队的冯文彬所记日记，约达说：“我是沽鸡家的小姚达，要见你们的司令员，我们大家讲和不打。”萧华立即去报告刘伯承司令员。冯文彬带着约达，到了海子边见到刘伯承。刘司令员重申红军北上宗旨。约达说：“从这里通过，由我们管，由我们保。”并说，“按彝族习惯我们要吃血酒”。刘伯承表示同意。没有酒，就从湖中舀来清水代替。巫师念过咒语后，把鸡血滴在盅内。刘伯承和约达发誓后都一饮而尽。
红军返回大桥场驻下，约达带十多人随红军到大桥场以示诚意。23日，约达与红军先头部队同行，到喇嘛房分别，又派4人为红军作向导。红军大队人马顺利通过彝区。
红军北上的道路上，依次要经过果基家、罗洪家和倮伍家的地盘。小叶丹所属的果基家与罗洪家是世代的冤家，故小叶丹有意让红军帮助其攻击罗洪家。红军没有同意，但刘伯承仍送给小叶丹一批枪支弹药，并委任小叶丹为中国夷民红军沽鸡支队支队长。

## 后续
在彝海结盟之后，小叶丹所属的冕宁县在中共冕宁县工委领导下成立了公开的武装组织冕宁县抗捐军，建立了政权冕宁县革命委员，在县北还有一支红军留下的游击队。在红军大部队走后，游击队合并到冕宁县抗捐军，准备北上追赶大部队。黑彝武装袭击了试图通过彝族区的抗捐军，队伍被冲散，负责人多数被害，冕宁县革命委员会亦随之瓦解。小叶丹领导的那支武装，有些人也参与了袭击抗捐军的活动。扫尾通过的红军中部分伤兵、落单者被掳为奴隶娃子贩卖。
实际上，“沽鸡支队”很快就名存实亡。邓秀廷的团长李德吾在红军到来前过拖乌时被当地彝族部落打败并惨杀，邓认为是对他的背叛，所以决定要严惩拖乌各彝支。5月30日，邓秀廷即派侄子邓德权（彝名母子舍俄）带领川军24军20旅两个连的彝兵来到拖乌，他召集当地各支头人开会时大发雷霆，说：“你们果基家海子边一支接待了红军，还和红军吃了血酒，你们这条沟的为什么不向邓旅长（邓秀廷）请示？”随即收缴了黑彝家支武装所歼本部李德吾团的枪支、财物及缴去的红军、抗捐军枪支。小叶丹虽然联合当地各支彝族起兵抵抗邓秀廷，但很快就被打败。果基家头人果基倮莫子、倮伍家头人倮伍子且、罗洪家头人罗洪打鱼子均被刺客所杀，各部落武装瓦解，纷纷向邓乞降。这时候小叶丹只能请谢尼坡、岭光电等邓的彝族手下去向邓秀廷说情，最后邓下令果基家交出所有枪支并罚款一万二千两白银，同时又处死了果基家撒特支三个头人，才了结了这个事情。据邓的秘书回忆，此后小叶丹便前往邓秀廷身边给邓当弁兵（贴身侍卫）。
在红军主力部队北上之后，小叶丹所在的冕宁县在中共冕宁县工委领导下成立了公开的武装组织冕宁县抗捐军，建立了政权冕宁县革命委员，在县北还有一支红军留下的游击队。在红军大部队走后，游击队合并到冕宁县抗捐军，准备北上追赶大部队。黑彝武装袭击了试图通过彝族区的抗捐军，队伍被冲散，负责人多数被害，冕宁县革命委员会亦随之瓦解。小叶丹领导的那支武装，有些人也参与了袭击抗捐军的活动。扫尾通过的红军中部分伤兵、落单者被掳为奴隶娃子贩卖。
据此，1990年代有中共党史研究工作者对小叶丹持否定态度，认为参加攻打抗捐军是叛变革命。这样，就产生了一个如何评价小叶丹和要否继续宣传彝海结盟的问题，有的书不再讲彝海结盟了。基于民族团结考虑，后经中共四川省委研究后决定：“写党史对小叶丹这个历史人物要予以肯定，写红军长征还是要讲彝海结盟”，作为“执行民族政策的一个典范” 。
拍摄的影视作品为艺术加工，与史实有较大出入。

## 纪念
- 1986年1月1日，在凉山彝族自治州首府西昌市建成彝海结盟纪念碑。纪念碑碑名由中共中央总书记胡耀邦在1985年8月题写[7]。
- 彝海结盟处位于冕宁县彝海乡彝海西北岸草坡上，是四川省文物保护单位和凉山州爱国主义教育基地[8]。

## 影視
- 1996年电影《彝海结盟》 导演: 郝光 / 伍匡文，编剧: 甘昭沛 / 加拉伍聂，主演: 傅学诚 / 多布杰[9]
- 2016年电视剧《彝海结盟》导演：王偉民，主演：刘之冰、遊大慶、談莉娜、侯祥玲、潘雨辰、鄭玉、肖榮生、譚洋等[10]